# Ісе (Міє)

Ісе́ (яп. 伊勢市, いせし, МФА: [ise ɕi̥]?) — місто в Японії, в префектурі Міє. Розташоване в східній частині префектури, на берегах затоки Ісе. Входить до списку особливих міст Японії.  Виникло на основі прихрамового містечка біля синтоїстського святилища Ісе. До 1955 року називалося У́дзі-Яма́да. Отримало статус міста 1906 року. Площа становить 208,53 км². Станом на 1 серпня 2011 року населення складало 129 802  осіб, густота населення — 622 осіб/км².  Основою економіки є рибальство, суднобудування, машинобудування, комерція, туризм. Складова Наґойського промислового району. Традиційні ремесла — виробництво японської локшини, солодощів, паперу. В місті розташовані численні синтоїстські святилища та буддистські монастирі. 

## Культура
- Святилище Ісе

## Уродженці
- Ітакава Кон (1915—2008) — японський кінорежисер, сценарист і продюсер
- Такахата Ісао (1935—2018) — художник, аніматор.